# Salmānu-ašarēd I.

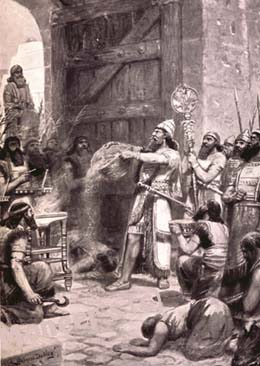
Salmānu-ašarēd I.

Salmānu-ašarēd I. (Šulmānu-ašarēd I. oder auch Salmanassar I., in Analogie zum biblischen Salmanassar V.) war ein mittelassyrischer König. Sein Name bedeutet: „Salmānu ist der oberste Gott“. Als Sohn von Adad-nārārī I. regierte er nach der assyrischen Königsliste 30 Jahre als König das Assyrische Reich.
| Autor         | Regierungszeit | Anmerkungen |
| ------------- | -------------- | ----------- |
| Freydank 1991 | 1263–1234      |             |

Er war der Sohn und Nachfolger des assyrischen Königs Adad-nārārī I. und führte wie seine Vorgänger die Titel „Statthalter des Bel und Priester des Aššur“. Außerdem nannte er sich Großkönig und König der Gesamtheit (nach dem babylonischen rab kiššati).
Bei seiner Thronbesteigung rebellierte das Land Uruadri, das meist mit dem späteren Königreich von Urartu gleichgesetzt wird. Der König hob seine Hand im Gebet, rief seine Armeen zusammen und begann einen Feldzug in die Berge. Er will dabei acht Länder und 51 Städte eingenommen haben. „In drei Tagen warf ich das gesamte Land Uruadri zu den Füßen von Aššur, ihre Männer wurden so niedrig wie Leichen und Furcht erfüllte sie.“ Salmānu-ašarēd belegte das Land mit einem schweren Tribut, was anzeigt, dass er keine dauerhafte Herrschaft einrichten konnte. Auch die rebellische Bergfestung von Arina, „das Heiligtum, auf festem Fels gegründet“ unterwarf er und nahm das Land Musri ein, gegen das schon Aššur-uballiṭ I. zu Felde gezogen war. Kutmuhu wurde ebenfalls unterworfen. Šalmānu-ašarēd führte zudem einen Feldzug gegen Hanilgabat (eponymer Beamter Aššur-nadin-šumate). Im selben Jahr rebellierte das Land KIRIURI gegen die assyrische Herrschaft.
Šalmānu-ašarēd korrespondierte mit dem Hof der Hethiter. Ein Brief aus Dur Kurigalzu an den König von Babylon erwähnt, dass der Bote des Königs von Assyrien freigelassen wurde, nachdem man ihn drei Jahre in Hatti festgehalten hatte. Er kehrte zusammen mit einem hethitischen Boten nach Aššur zurück. Wenn Betina Faists Vermutung, er sei in die Zeit Salmanassers zu datieren, richtig ist, belegt er ernsthafte Verstimmungen zwischen Assur und Hatti, die vermutlich mit dem assyrischen Angriff auf Šattuara II. von Hanilgabat in Zusammenhang stehen. Nach einem Keilschrifttext aus Boğazkale wurde er von einem kleinen König zu einem Großkönig (KUB XXIII 103:27 und 92:5). Auch dies wird meist mit der Eroberung von Mittani in Zusammenhang gebracht, passt aber nicht zur vorhergehenden negativen Reaktion der Hethiter.
Salmānu-ašarēd baute einen Palast in Niniveh, restaurierte den dortigen Ištar-Tempel und erneuerte Kalḫu an der Mündung des Oberen Zab in den Tigris.

## Eponyme Beamte
- Aššur-nadin-šumate